# Sakuska

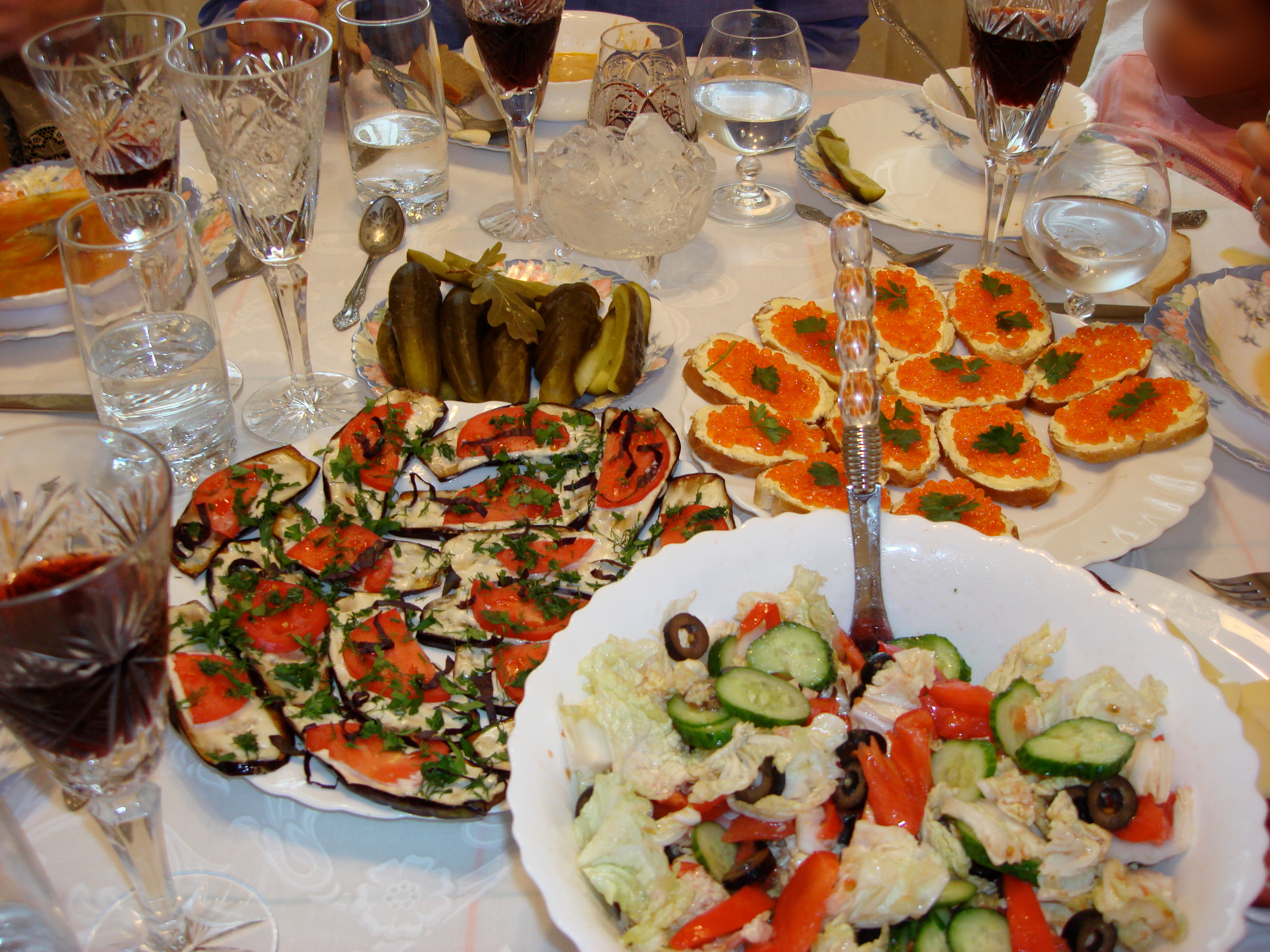
Sakuska

Sakuska (russisch закуска, kleine Häppchen, eigentlich Singular: Happen, Imbiss) sind in Russland, im Baltikum und in Polen (zakąska) übliche Vorspeisen. Sie bestehen aus eingelegtem oder frischem Gemüse, Salaten sowie Butterbroten mit Wurst, Kaviar, gesalzenen, marinierten und geräucherten Fischen. Das Sakuska wird traditionell auf einem besonderen Tisch serviert und stehend eingenommen.